# Regiunea Vladimir
Regiunea Vladimir (rusă Владимирская область) este situată la nord-est de Moscova în districtul federal Rusia Centrală. Ea are legături rutiere și feroviare bune spre Moscova și Novgorod. Râurile mai importante din regiune sunt Oka și Kliazma. Marele Cnezat Vladimir a luat naștere în anul 1157, când cneazul Andrei Bogoliubski a mutat acolo capitala de la Kiev. Invazia mongolă din anul 1238 a provocat o pustiire gravă în regiune. Ținutul ajunge în anul 1362 sub controlul Moscovei. În secolul al XIX-lea în regiune se extinde prelucrarea bumbacului. Astăzi principalele ramuri industriale sunt industria grea, industria constructoare de mașini, industria sticlăriei și industria alimentară.

## Subdiviziuni administrative
| Municipiu      | Locuitori | Loc. zona urbană | Loc. zona rurală |                   |
| -------------- | --------- | ---------------- | ---------------- | ----------------- |
| Wladimir       | 340.669   | 340.669          | ---              |                   |
| Aleksandrow    | 63.806    | 63.806           | ---              |                   |
| Gus-Chrustalny | 67.255    | 67.067           | 188              |                   |
| Koltschugino   | 46.285    | 46.285           | ---              |                   |
| Kowrow         | 151.610   | 151.610          | ---              |                   |
| Murom          | 122.123   | 122.123          | ---              |                   |
| Raduschny      | 17.787    | 17.787           | ---              |                   |
| Sobinka        | 36.561    | 36.561           | ---              |                   |
| Susdal         | 11.185    | 11.185           | ---              |                   |
| Wjasniki       | 42.948    | 42.948           | ---              |                   |
| Raion          | Locuitori | Loc. zona urbană | Loc. zona rurală | Sediu             |
| Aleksandrow    | 53.534    | 40.346           | 13.188           | Aleksandrow       |
| Gorochowez     | 24.221    | 13.789           | 10.432           | Gorochowez        |
| Gus-Chrustalny | 47.141    | 7.099            | 40.042           | Gus-Chrustalny    |
| Jurjew-Polski  | 37.762    | 19.441           | 18.321           | Jurjew-Polski     |
| Kameschkowo    | 32.505    | 13.852           | 18.653           | Kameschkowo       |
| Kirschatsch    | 42.864    | 31.472           | 11.392           | Kirschatsch       |
| Koltschugino   | 10.711    | ---              | 10.711           | Koltschugino      |
| Kowrow         | 30.463    | 6.654            | 23.809           | Kowrow            |
| Melenki        | 38.825    | 15.664           | 23.161           | Melenki           |
| Murom          | 25.251    | ---              | 25.251           | Murom             |
| Petuschki      | 66.211    | 52.254           | 13.957           | Petuschki         |
| Seliwanowo     | 20.125    | 9.044            | 11.081           | Krasnaja Gorbatka |
| Sobinsk        | 24.042    | 7.771            | 16.271           | Sobinsk           |
| Sudogda        | 42.427    | 12.711           | 29.716           | Sudogda           |
| Susdal         | 33.625    | ---              | 33.625           | Susdal            |
| Wjasniki       | 42.685    | 11.514           | 31.171           | Wjasniki          |

1. ↑  Constituția Federației Ruse, accesat în 24 octombrie 2016